# Anidorus
Anidorus é um gênero de besouros pertencente à família Aderidae.
O gênero foi descrito pela primeira vez por Mulsant e Rey em 1866.
As espécies deste gênero são encontradas na Europa.
Espécie:
- Anidorus lateralis (Gredler, 1866)
- Anidorus nigrinus (Germar, 1842)
- Anidorus sanguinolentus (Kiesenwetter, 1861)